# Bitwa pod Kijami

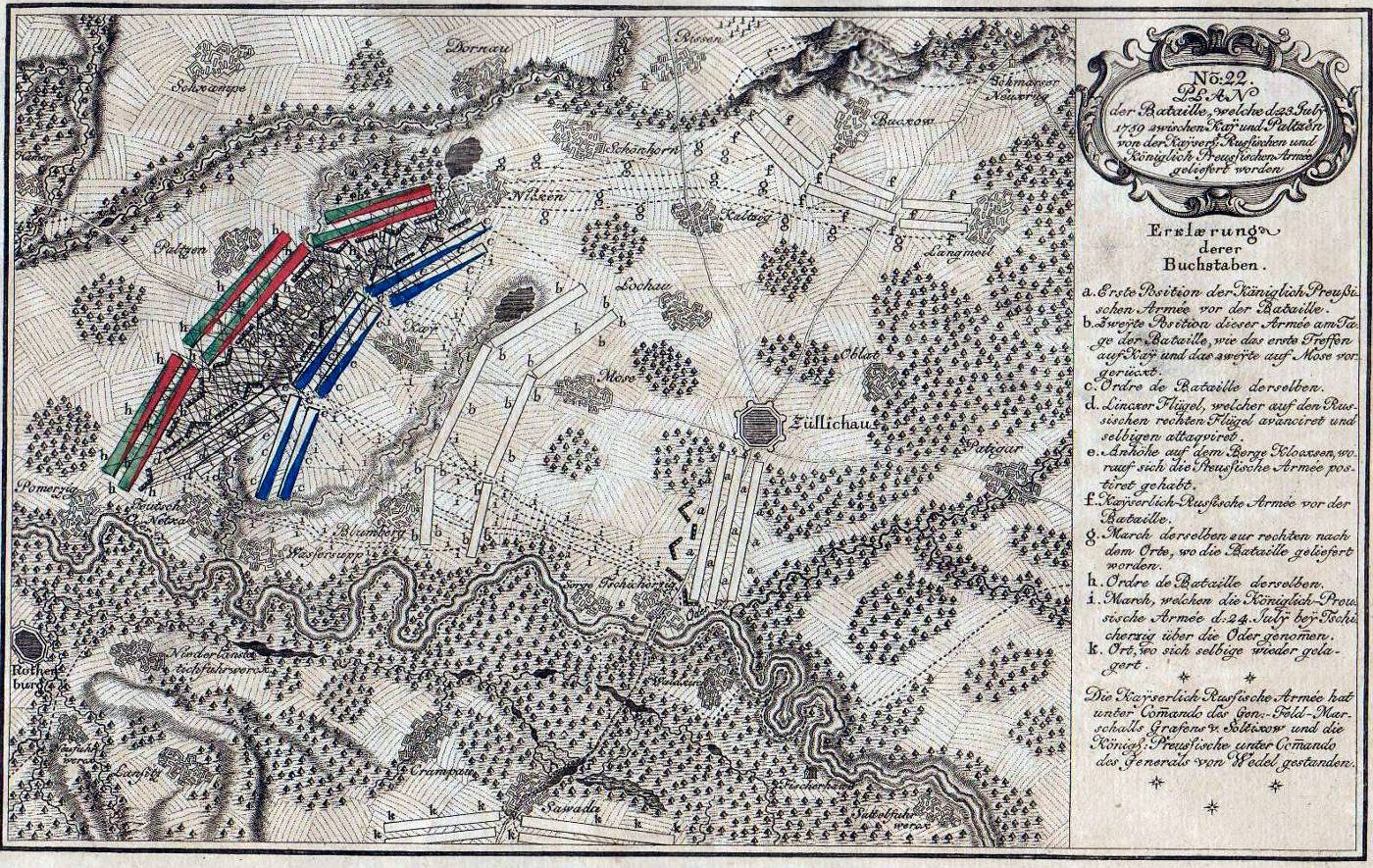
Przebieg bitwy na kolorowanym miedziorycie Johanna Martina Bernigerotha

Bitwa pod Kijami – starcie zbrojne, które miało miejsce 23 lipca 1759 podczas wojny siedmioletniej. 
Siły rosyjskie pod dowództwem Piotra Sałtykowa zamierzały połączyć się z nadciągającymi wojskami austriackimi Laudona. Pomiędzy Kijami i Pałckiem (Paltzig albo Paltzern) zostały jednak zaatakowane przez wojska pruskie pod dowództwem von Wedela. 
Król Fryderyk II w swojej nowo zaplanowanej kampanii za wszelką cenę starał się nie dopuścić do groźnego dla niego połączenia  sojuszniczych armii Austrii i Rosji. Król był bardzo niezadowolony z dotychczasowych działań generałów Dohny i Wabersnowa. Generał Dohna został odwołany, a jego miejsce zajął generał Wedel. Nowy dowódca otrzymał szerokie pełnomocnictwa, a także polecenie atakowania armii rosyjskiej, aby nie dopuścić do jej połączenia z Austriakami.
Generał Wedel przybył do korpusu 22 lipca. Miał do dyspozycji ok. 30 000 żołnierzy, 46 dział ciężkich i 40 batalionowych. W nocy z 22 na 23 lipca Rosjanie zajmujący pozycje na linii Golce-Stare Kramsko-Klępsk rozpoczęli manewr oskrzydlający prawe skrzydło korpusu generała Wedela. Sałtykow, niedawno mianowany głównodowodzącym armii rosyjskiej, miał zamiar wyjść na tyły Prusaków rozciągniętych wzdłuż linii Kalzig (Kalsk)-Radlin-Sulechów i odciąć ich od Crossen (Krosno Odrzańskie). Oddziały rosyjskie nie były niepokojone przez nieprzyjaciela i około 9.00 zakończyły swój manewr. Zaskoczeni Prusacy zostali pokonani przez Rosjan w krwawej i zaciętej bitwie, trwającej prawie do godziny 22.00. Wedel wycofał się ścigany przez lekką jazdę rosyjską, kierując się na Züllichau (Sulechów) i Tschicherzig (Cigacice) za Odrę, na jej lewy brzeg. W trakcie działań odwrotowych zginęli generałowie: pruski Wabersnow, który kierował walkami osłonowymi, i rosyjski Tomasz Demiku. 
Straty pruskie były poważne – ponad 6 tys. żołnierzy i 14 dział. Rosjanie stracili około 4,6 tys. żołnierzy. Maszerująca z Poznania awangarda Mordwinowa noc z 22 na 23 lipca spędziła około 10 km od Goltzen (Kolesin) i nie wzięła udziału w bitwie pod Kijami.